# Silene biafrae
Silene biafrae är en nejlikväxtart som beskrevs av Joseph Dalton Hooker. Silene biafrae ingår i släktet glimmar, och familjen nejlikväxter. Inga underarter finns listade i Catalogue of Life.